# Estação Hermannstraße
Hermannstraße é uma das estações terminais da linha U8 da U-Bahn de Berlim, na Alemanha.